# ساکس ۲
ساکس ۲ یک سازه رونویسی است که برای تجدید یا پرتوانی سلولهای بنیادی جنینی تمایز نیافته ضروری است. ساکس ۲ نقش مهمی در نگهداری از سلول‌های بنیادی جنینی و عصبی دارد.
ساکس ۲ یک عضو از خانواده ساکس از عوامل رونویسی می باشد که نقش کلیدی را در بسیاری از مراحل توسعه پستانداران دارد.